# Parque Mindoo Phillip
El Parque Mindoo Phillip (en inglés: Mindoo Phillip Park) es un estadio multipropósito ubicado en Marchand, Castries, la capital de la isla caribeña de Santa Lucía.  Se trata de un espacio para formación y lugar de competición para el críquet, el fútbol, el rugby y el atletismo, entre otros deportes. Antiguamente, era un lugar sede para el equipo de críquet de las "Islas de Barlovento". 
El Críquet de Primera clase no se ha jugado aquí desde el 2001 debido a la construcción del Estadio Beausejour. El campo fue sede de dos partidos internacionales de un día, en 1978 y 1984. Ambos partidos involucraron a las selecciones de Antillas y Australia. El 12 de abril de 1978, Australia venció a las Indias occidentales por 2 wickets. El 19 de abril de 1984,  las Indias Occidentales le devolvió el favor, ganando por 7 wickets.